# 화봉초등학교 (울산)
화봉초등학교는 대한민국 울산광역시 북구에 있는 초등학교다.

## 학교 연혁
- 2010.02.24 화봉초등학교 준공
- 2010.03.01 화봉초등학교 개교 15학급(도움반 1포함) 편성, 학생수 372명
- 2010.03.01 제1대 박상춘 교장 취임
- 2010.05.06 개교식
- 2011.03.01 ~ 2012.02.29 울산광역시교육청 지정 연구시범학교 운영- 주제 : 화봉 Farm-School Community 운영을 통한 농촌 사랑 실천
- 2013.02.22 제3회 졸업식: 남 33명, 여 36명 계 69명 (총 182명)
- 2013.03.01 23학급(도움반 2학급 포함)편성, 학생수 522명
- 2014.03.01 25학급(도움반 1학급 포함)편성, 학생수 586명
- 2014.09.01 제2대 박예진 교장 취임
- 2015.02.17 제5회 졸업식 남40명, 여31명, 계71명 (총 졸업생 수 307명)
- 2015.03.01 25학급(도움반1학급 포함)편성, 학생수 607명